# Jack Silver
Jack Howard Silver (* 23. April 1942 in Missoula, Montana; † 22. Dezember 2016) war ein US-amerikanischer Mathematiker, der sich mit Mengenlehre beschäftigte.

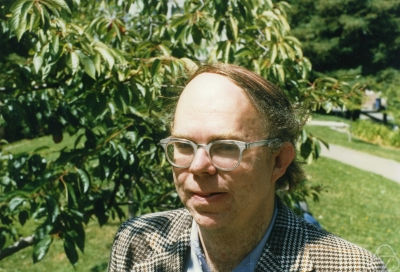
Jack Silver 1986

Silver wurde 1966 an der University of California, Berkeley bei Robert Vaught promoviert (Some applications of model theory in set theory). Er war Professor an der University of California, Berkeley, wo er zuletzt Professor Emeritus war.
Silver gelangen wesentliche Fortschritte im Problem singulärer Kardinalzahlen. Er löste das Problem für Kardinalzahlen mit Konfinalität größer als {\displaystyle \aleph _{0}}. Insbesondere bewies er, dass aus den Axiomen von ZFC folgt: Gilt die verallgemeinerte Kontinuumshypothese für jede Kardinalzahl kleiner als {\displaystyle \aleph _{\alpha }}, einer singulären Kardinalzahl mit überabzählbarer Konfinalität (größer als {\displaystyle \aleph _{0}}), so gilt sie auch für {\displaystyle \aleph _{\alpha }} selbst (Satz von Silver). Das heißt, gilt {\displaystyle 2^{\aleph _{\beta }}=\aleph _{\beta +1}} für alle unendlichen Kardinalzahlen {\displaystyle \aleph _{\beta }<\aleph _{\alpha }}, dann gilt {\displaystyle 2^{\aleph _{\alpha }}=\aleph _{\alpha +1}}. Der Satz war damals überraschend, denn fast alle Mengentheoretiker waren überzeugt, dass das Gegenteil mit ZFC konsistent wäre (auch Silver selbst, wie er in seinem Vortrag auf dem ICM in Vancouver feststellte).
1970 erhielt er ein Forschungsstipendium der Alfred P. Sloan Foundation (Sloan Research Fellowship). 1974 war er Invited Speaker auf dem Internationalen Mathematikerkongress (ICM) in Vancouver (On the singular cardinals problem).
Zu seinen Doktoranden zählen William Mitchell, Karel Prikry und Randall Dougherty.